# Добровольський Ігор Володимирович
І́гор Володи́мирович Доброво́льський (нар. 16 вересня 1992 — 16 серпня 2014) — молодший сержант Збройних сил України, учасник російсько-української війни.

## Життєвий шлях
Ігор Добровольський народився 16 вересня 1992 року в м. Самбір Львівської області в сім'ї військовослужбовця. Навчався в Самбірській СЗШ № 10, у Воютицькій СЗШ, в ПТУ-інтернаті професійної реабілітації учнів-інвалідів м. Самбора та у Дрогобицькому педуніверситеті.
Закінчив ЗОШ села Воютичі. В часі війни — молодший сержант, командир відділення 80-ї окремої аеромобільної бригади. На фронті з перших днів, воював за Слов'янськ, Луганський аеропорт.
Загинув під час ворожого обстрілу села Красне Краснодонського району Луганської області з РСЗВ «Град». Тоді ж загинули Тарас Кулєба, Артур Лі, Денис Мирчук, Владислав Муравйов, Іван Пасевич, Назар Пеприк, Олег Тюріков, Олександр Філь, Денис Часовий.
Похований у селі Воютичі 21 серпня 2014-го.

## Нагороди та вшанування
За особисту мужність і героїзм, виявлені у захисті державного суверенітету та територіальної цілісності України, вірність військовій присязі під час російсько-української війни, відзначений — нагороджений
- орденом «За мужність» III ступеня (15.3.2015, посмертно)
- нагрудним знаком «За оборону Луганського аеропорту» (посмертно)
- у Воютицькій ЗОШ встановлено меморіальну дошку випускнику Ігорю Добровольському, самій школі рішенням сесії Самбірської районної ради присвоєно його ім'я
- Його портрет розміщений на меморіалі «Стіна пам'яті полеглих за Україну» у Києві: секція 2, ряд 8, місце 40.
- Вшановується 16 серпня на щоденному ранковому церемоніалі вшанування українських захисників, які загинули цього дня у різні роки внаслідок російської збройної агресії[2]
- відзнака Міністра оборони України «За воїнську доблесть»